# Stereochlaena tridentata
Stereochlaena tridentata är en gräsart som beskrevs av Clayton. Stereochlaena tridentata ingår i släktet Stereochlaena och familjen gräs. Inga underarter finns listade i Catalogue of Life.